# Englische Frauen-Cricket-Nationalmannschaft in Indien in der Saison 2018/19
Die Tour der englischen Cricket-Nationalmannschaft nach Indien in der Saison 2018/19 fand vom 18. Februar bis zum 9. März 2019 statt. Die internationale Cricket-Tour war Bestandteil der Internationalen Cricket-Saison 2018/19 und umfasste drei WODIs und drei WTwenty20s. indien gewann die WODI-Serie 2–1 und England die WTwenty20-Serie 3–0.

## Vorgeschichte
Indien spielte zuvor eine Tour in Neuseeland, für England war es die erste Tour der Saison. Das letzte Aufeinandertreffen der beiden Mannschaften bei einer Tour fand in der Saison 2017/18 in Indien statt.

## Stadien
Die folgenden Stadien wurden für die Tour als Austragungsort vorgesehen.
| Stadion           | Stadt    | Kapazität | Spiele       |
| ----------------- | -------- | --------- | ------------ |
| Barsapara Stadium | Guwahati | 40.000    | 1. – 3. WT20 |
| Wankhede Stadium  | Mumbai   | 33.000    | 1. – 3. WODI |

## Kaderlisten
England benannte seinen WODI-Kader am 7. Februar 2019.
Indien benannte seinen WODI-Kader am 9. Februar und seinen WTwenty20-Kader am 25. Februar 2019.
| WODI | WODI | Wtwenty20 | Wtwenty20 |
| Indien | England | Indien | England |
| --- | --- | --- | --- |
| - Mithali Raj (K) - Taniya Bhatia (wk) - Ekta Bisht - Harleen Deol - Rajeshwari Gayakwad - Jhulan Goswami - Mansi Joshi - Ravi Kalpana (wk) - Harmanpreet Kaur - Smriti Mandhana - Mona Meshram - Shikha Pandey - Punam Raut - Jemimah Rodrigues - Deepti Sharma - Poonam Yadav | - Heather Knight (K) - Tammy Beaumont - Katherine Brunt - Kate Cross - Sophia Dunkley - Sophie Ecclestone - Georgia Elwiss - Alex Hartley - Amy Jones - Laura Marsh - Natalie Sciver - Anya Shrubsole - Sarah Taylor (wk) - Lauren Winfield - Danni Wyatt | - Smriti Mandhana (K) - Taniya Bhatia (wk) - Ekta Bisht - Harleen Deol - Bharti Fulmali - Veda Krishnamurthy - Shikha Pandey - Anuja Patil - Mithali Raj - Arundhati Reddy - Jemimah Rodrigues - Deepti Sharma - Poonam Yadav - Radha Yadav - Komal Zanzad | - Heather Knight (K) - Tammy Beaumont - Katherine Brunt - Kate Cross - Freya Davies - Sophia Dunkley - Sophie Ecclestone - Georgia Elwiss - Alex Hartley - Amy Jones (wk) - Laura Marsh - Natalie Sciver - Anya Shrubsole - Linsey Smith - Lauren Winfield - Danni Wyatt |

## Tour Matches
| 18. Februar Scorecard | Mumbai (WS) | Indian Board President’s Women XI 154 (49) | – | England 157-8 (37.3) |
|                       |             | England gewinnt mit 2 Wickets              |   |                      |

## Women’s One-Day Internationals

### Erstes WODI in Mumbai
| 22. Februar Scorecard | Mumbai (WS) | Indien 202 (49.4)          | – | England 136 (41) |
|                       |             | Indien gewinnt mit 66 Runs |   |                  |

England gewann den Münzwurf und entschied sich als Feldmannschaft zu beginnen. Als Spielerin des Spiels wurde Ekta Bisht ausgezeichnet.

### Zweites WODI in Mumbai
| 25. Februar Scorecard | Mumbai (WS) | England 161 (43.3)           | – | Indien 162-3 (41.1) |
|                       |             | Indien gewinnt mit 7 Wickets |   |                     |

England gewann den Münzwurf und entschied sich als Schlagmannschaft zu beginnen. Als Spielerin des Spiels wurde Jhulan Goswami ausgezeichnet.

### Drittes WODI in Mumbai
| 28. Februar Scorecard | Mumbai (WS) | Indien 205-8 (50)             | – | England 208-8 (48.5) |
|                       |             | England gewinnt mit 2 Wickets |   |                      |

Indien gewann den Münzwurf und entschied sich als Schlagmannschaft zu beginnen. Als Spielerin des Spiels wurde Katherine Brunt ausgezeichnet.

## Women’s Twenty20 Internationals

### Erstes WTwenty20 in Guwahati
| 4. März Scorecard | Guwahati | England 160-4 (20)          | – | Indien 119-6 (20) |
|                   |          | England gewinnt mit 41 Runs |   |                   |

Indien gewann den Münzwurf und entschied sich als Feldmannschaft zu beginnen. Als Spielerin des Spiels wurde Tammy Beaumont ausgezeichnet.

### Zweites WTwenty20 in Guwahati
| 7. März Scorecard | Guwahati | Indien 111-8 (20)             | – | England 114-5 (19.1) |
|                   |          | England gewinnt mit 5 Wickets |   |                      |

England gewann den Münzwurf und entschied sich als Feldmannschaft zu beginnen. Als Spielerin des Spiels wurde Danni Wyatt ausgezeichnet.

### Drittes WTwenty20 in Guwahati
| 9. März | Guwahati | England 119-6 (20)        | – | Indien 118-6 (20) |
|         |          | England gewinnt mit 1 Run |   |                   |

England gewann den Münzwurf und entschied sich als Schlagmannschaft zu beginnen. Als Spielerin des Spiels wurde Kate Cross ausgezeichnet.

## Auszeichnungen

### Player of the Series
Als Player of the Series wurden der folgende Spieler ausgezeichnet.
| Serie | Player of the Series |
| ----- | -------------------- |
| WODI  | Smirti Mandhana      |
| WT20  | Danni Wyatt          |

### Player of the Match
Als Player of the Match wurden die folgenden Spielerinnen ausgezeichnet.
| Spiel   | Player of the Match |
| ------- | ------------------- |
| 1. WODI | Ekta Bisht          |
| 2. WODI | Jhulan Goswami      |
| 3. WODI | Katherine Brunt     |
| 1. WT20 | Tammy Beaumont      |
| 2. WT20 | Danni Wyatt         |
| 3. WT20 | Kate Cross          |